# Kvævhøgda
Die Kvævhøgda (norwegisch für Kesselhöhe) ist ein 1705 m hoher Berg im Gebirge Sør Rondane im ostantarktischen Königin-Maud-Land. Er ragt im östlichen Teil der Berrheia in der Balchenfjella auf.
Wissenschaftler des Norwegischen Polarinstituts benannten ihn 1990.